# 花都区
花都区，是中国广东省广州市的一个市辖区，位于广州市北部、東接從化區，南接白雲區，西連南海區，有廣州市“北大門”、是广州市北上至粤北、湖南以至内地北方地區的最主要通道，区人民政府驻花城街道迎賓大道89號。

## 歷史
境內於汉朝属番禺管辖；隋朝属南海县辖；宋朝以后分属番禺、南海县辖。清康熙二十五年（1686年）始建花县，属广州府。民国3年（1914年），属粤海道。民国9年，由广东省直辖。民国25年（1936年），归省第一行政督察区。抗战爆发后，隶西江行署。民国32年（1943年），复归第一行政督察区，次年改属省政府直属督察区。
1949年10月13日，中华人民共和国政府控制花县，屬中共北江专区，同年12月隶属珠江专区。1952年和1956年先后改属粤北行政区和佛山专区。1958年11月花县改名广北县，次年3月复名花县。1960年4月20日划为广州市属县。1993年6月18日，中华人民共和国国务院批准撤县设市（县级），定名花都市，由广东省直辖，委托广州市代管，以原花县的行政区划为花都市的行政区划。8月1日，花都各机关单位更名并启用新印章。
2000年5月21日，国务院批准撤市設区，成為广州市花都区，将原花都市的行政区划为花都区的行政区划。7月10日，举行撤市设区挂牌仪式。同年12月25日，中共花都区委和花都区人民政府机关迁至新办公楼办公。

## 地理
花都区位于广东省中北部，珠三角北缘位置，區內地勢平坦，位於區內的廣花平原是珠江三角洲一部分，區西北和東北方以丘陵地帶為主，城區内重要饮用水源流溪河流經區南部邊緣，花都區东側毗邻从化区，西側与佛山市三水区连接。南側紧邻白云区，北側与清远市清城区相连。

## 行政区划
花都区现下辖新华街道、新雅街道、花城街道、秀全街道4个街道办事处及狮岭镇、炭步镇、花山镇、赤坭镇、梯面镇、花东镇6个鎮。区委、区政府所在地位於花城街道。
全區設188个村民委员会，其中新华街8个、花城街9个、新雅街11个、秀全街7个、花东镇45个、花山镇26个、梯面镇8个、狮岭镇17个、赤坭镇30个、炭步镇27个。社区居民委员会64个，其中新华街32个、花城街9个、新雅街4个、秀全街6个、花东镇5个、花山镇1个、梯面镇1个、狮岭镇3个、赤坭镇2个、炭步镇1个。全區共轄村民小组1971个、居民小组200个。

## 人口
根據第七次全国人口普查數據，截至2020年11月1日零時，花都區常住人口為1642360人。

## 交通

### 航空

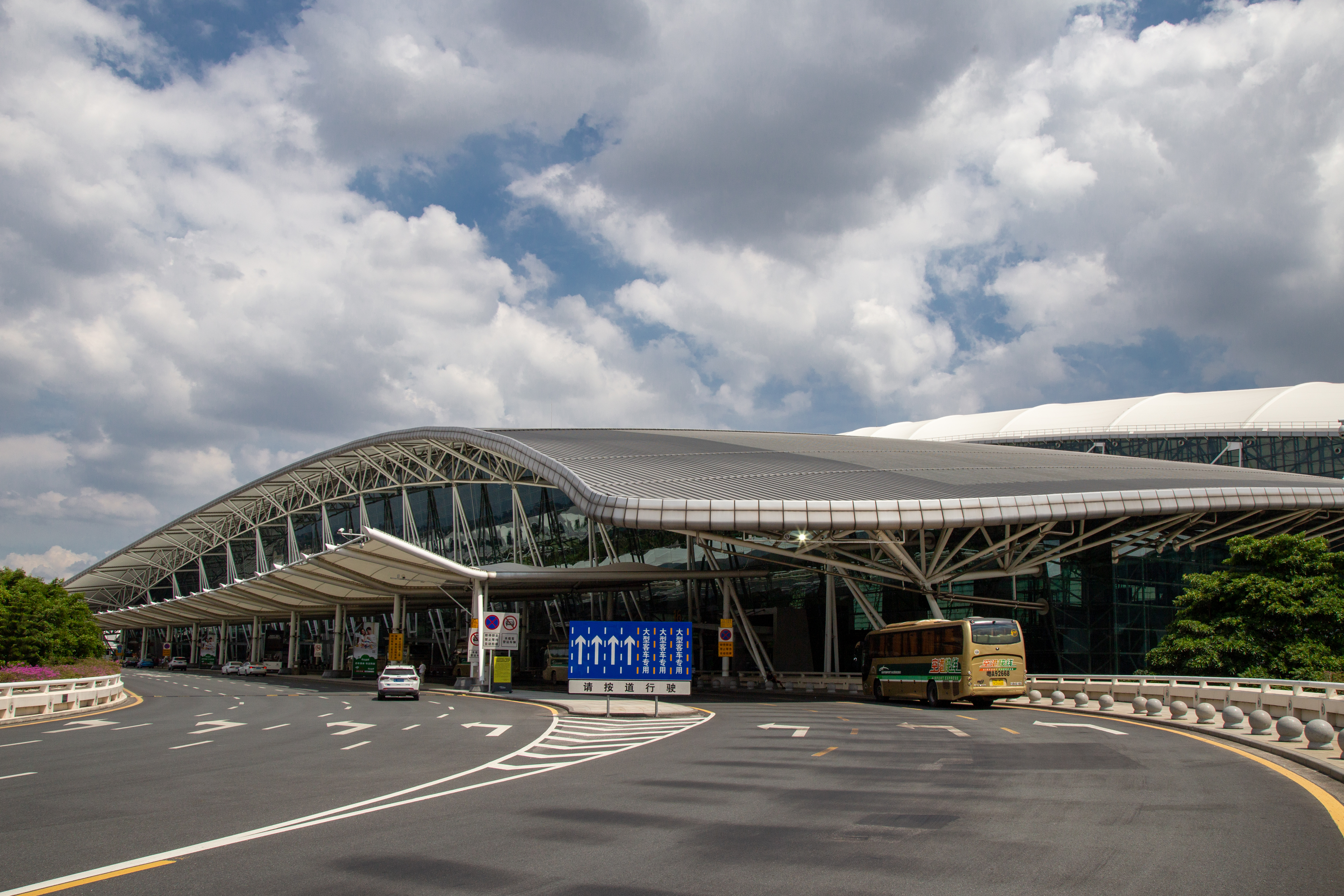
广州白云国际机场

广州白云国际机场坐落在花都区新雅街道、花山镇、花东镇和白云区人和镇交界处，首期工程年旅客输送量为2500万人次，货运吞吐量为100万吨，最大规模可达每年8000万人次客运和300万吨货运。

### 鐵路
广州北站及廣東城際花都站位于花都区新华街道。京广铁路、京广高速铁路、广清城际铁路及广佛环线贯穿全区。

### 公路
106国道、 107国道、 114省道、 118省道、 381省道、 京港澳高速、 广州机场高速、 广清高速公路、 大广高速、广州绕城高速公路、 珠三角环线高速及乐广高速公路貫穿全區。

### 公共汽車
花都区內主要客运站包括花都客运站，以运营广州城区客運班車及区內各鎮街的公交線路为主；花都汽车总站，以运营廣東省內城市的客运班车及区內公交线路为主；广州北站汽车站，以运营珠三角一带城市及白云机场的客运班车為主。
现时，区內共有三家公交公司（广州花都恒通客运发展有限公司、广州市花都公共汽车有限公司和广州市富都客运有限公司），并运营40多条公共汽車线路行驶。自2010年廣州亚运會后，花都区除梯面镇外均通过“7”字头公交线路与828、花1、花73公交线路实现乡镇中心区与白云区、广州城区或人和地铁站等公交线路联系。此外，花都区已实现羊城通乘車六折优惠、老人和学生乘车优惠政策，將令花都区居民更好融入广州市。

### 地鐵
█3号线：機場南站、機場北站
█9号线：清塘站、清㘵站、蓮塘站、馬鞍山公園站、花都廣場站、花果山公園站、花城路站、廣州北站、花都汽車城站、飛鵝嶺站

#### 在建线路及车站
█22号线北延段：机场南站、机场北站
同時亦有规划9号线西延段、18号线北延段及24号线经过花都区内。

## 旅遊

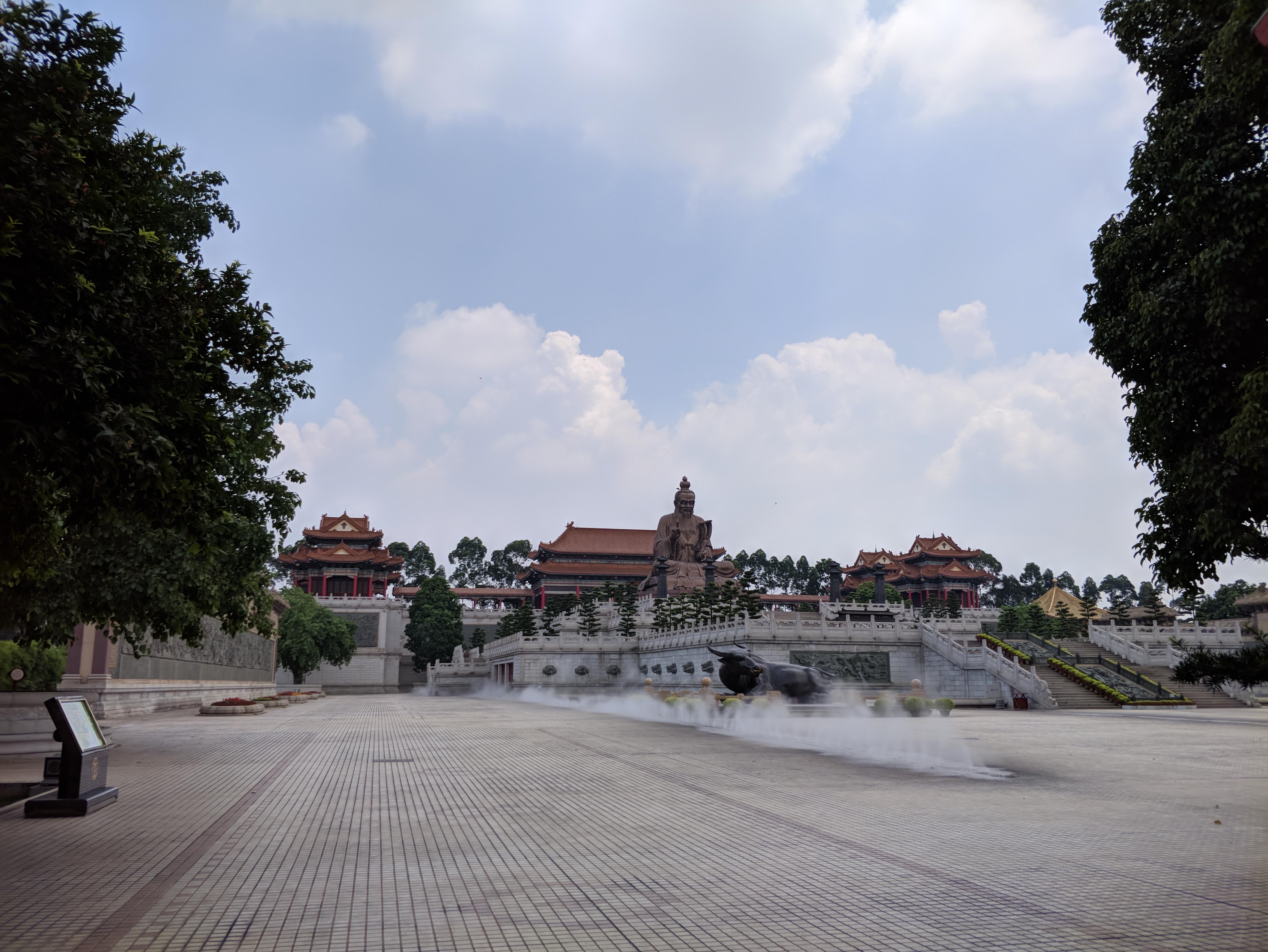
圆玄道观内景

花都区內有省级王子山森林公园及芙蓉嶂旅游度假区，全国重点文物保护单位—洪秀全故居。此外，其他主要景点包括花山香草世界、玖珑湖欧洲小镇、资政大夫祠、盘古王庙、圆玄道观、广州融创雪世界等。

## 文化

#### 钉金绣
钉金绣是粤绣的一种独特绣法。钉金绣裙褂制作技艺共包括:钉金绣和裙褂制作两种技艺，共16道工序。以金、银线为主，铺或叠在真丝绸缎上，后用不同色彩的绣线，把金银线钉牢，以这些不同色彩的绣线，来表现物象的色彩、明暗及其特点。常用的针法有平绣、垫绣近十类十多种。2022年入选广东省第八批省级非物质文化遗产代表性项目名录。

## 经济
2018年，全区地区生产总值1358亿元，增长6.3%。规模以上工业总产值2546.92亿元，增长7.7%。本地以汽车产业，皮革皮具产业为主要经济发展支柱。